# Асеєв Герман Степанович
Ге́рман Степа́нович Асе́єв (26 березня 1938 — 25 липня 2018) — народний депутат України 1-го скликання.

## Біографія
Народився 26 березня 1938 року в селі Кромські Бики, Курська область, РРФСР в сім'ї селян, росіянин. Освіта вища, за спеціальністю інженер-механік, закінчив Харківський політехнічний інститут імені В. І. Леніна.
1955 — токар Павлівського машинобудівного заводу, Тульська область.
1961 — інженер-конструктор; начальник КБ; начальник виробничо-диспетчерського відділу; секретар парткому заводу «Ніжинсільмаш».
1975 — другий секретар Ніжинського РК КПУ.
1982 — директор Ніжинського заводу сільськогосподарського машинобудування «Ніжинсільмаш».
Член КПРС 1967–1991. Депутат міської Ради.
18 березня 1990 року обраний народним депутатом України, 2-й тур 48.99 % голосів, 6 претендентів.
- Чернігівська область
- Ніжинський виборчий округ № 440
- Дата прийняття депутатських повноважень: 15 травня 1990 року.
- Дата припинення депутатських повноважень: 10 травня 1994 року.

Член Комісії ВР України з питань розвитку базових галузей народного господарства.
Нагороджений орденами Трудового Червоного Прапора, «Знак Пошани».
Одружений, має двоє дітей.